# باغبان‌کلا (نور)
باغبان‌کلا، روستایی است از توابع بخش چمستان شهرستان نور در استان مازندران ایران.

## جمعیت
این روستا در دهستان ناتل‌رستاق قرار دارد و براساس سرشماری مرکز آمار ایران در سال ۱۳۸۵، جمعیت آن ۴۷۶ نفر (۱۱۴خانوار) بوده‌است. مردم این روستا به زبان مازندرانی صحبت میکنند.